# Chrosiothes proximus
Chrosiothes proximus là một loài nhện trong họ Theridiidae.
Loài này thuộc chi Chrosiothes. Chrosiothes proximus được Octavius Pickard-Cambridge miêu tả năm 1899.